# Centro de Arte y Cultura
El Centro de Arte y Cultura (CAC) de la UNAH, es un espacio de diálogo permanente entre la Universidad Nacional Autónoma de Honduras (UNAH) y la comunidad de Comayagüela, Tegucigalpa, que promueve la difusión del conocimiento humanístico, artístico y científico. 

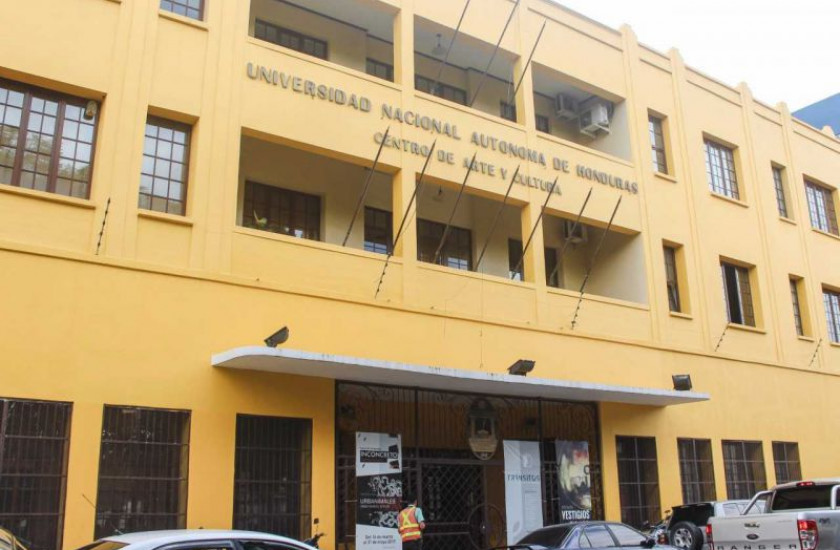
Fachada del centro de arte y cultura de la UNAH.

## Historia del edificio
El edificio fue construido en la década de 1940 como el Hotel Panamericano, que durante algún tiempo fue el hotel más importante en la capital de Tegucigalpa, Honduras. Como hotel, alojó a diplomáticos y otras personas importantes durante mucho tiempo
Durante los años cincuenta y sesenta, el edificio albergaba algunos de los departamentos de medicina y química de la UNAH. Fue desde el interior de este edificio que se desarrolló la lucha para que la UNAH se convirtiera en una universidad independiente, que tuvo lugar el 15 de octubre de 1957.
Con la construcción de la Ciudad Universitaria en la zona de la Aldea de Suyapa a fines de la década de 1960, la actividad universitaria se trasladó gradualmente al nuevo espacio, y el edificio se convertiría en la sede del Ministerio de Trabajo hasta 1998, cuando fue dañado por el huracán Mitch, y luego abandonado.

## Abandono
Después de 12 años de ser abandonado, hubo daños graves en todo el edificio, ya que faltaba parte de su techo, con fugas y daños en los pisos segundo y tercero.
La inundación, junto con el abandono poco después, permitió que se formara un pozo de agua lleno en la base del edificio. Junto con otras fugas, esto puso los cimientos del edificio en peligro. La falta de mantenimiento permitió que se desarrollaran grietas, fisuras y el crecimiento de plantas parásitas. También hubo una gran cantidad de vandalismo en las paredes, y el edificio se ha utilizado como un basurero y un inodoro.

## Restauración
La administración de Julieta Castellanos inició una iniciativa para resolver la situación legal de la propiedad. [2] Se decidió utilizar el edificio como un centro de estudios y crear el Centro de Arte y Cultura (CAC). El proyecto se licitó en diciembre de 2010 y los trabajos de restauración comenzaron en marzo de 2011 con un costo de inversión máximo de 28 millones de lempiras.
La restauración conservó las fachadas y el estilo original formal del edificio. Las pautas básicas para la restauración respetaron los parámetros establecidos por la Carta de Venecia para los edificios declarados patrimonio nacional.
Los objetivos de la restauración eran conservar y revelar los valores estéticos e históricos del edificio, basados en el respeto de su esencia histórica, acompañados de un estudio arqueológico e histórico del edificio.
En el plan arquitectónico, las restauraciones respetaron los documentos auténticos sobre la estructura original del edificio en cuanto a sus técnicas estéticas y de composición.

## Inauguración
El Centro se inauguró el 15 de octubre de 2012, coincidiendo con el 165 aniversario de la fundación de la UNAH y el éxito de la Universidad como el lugar de estudio más grande del país, el 15 de octubre de 1957.
El Centro creó sus salas de exposición como espacios para piezas y colecciones relacionadas con el patrimonio cultural, y muchas de ellas son parte inherente de la historia de la institución: objetos fundacionales que pertenecieron a los primeros momentos de la historia de la universidad. Otras piezas son muestras invaluables de la herencia cultural hondureña, entre ellas piezas prehispánicas donadas a la UNAH por Gustavo Bueso Jacquier y obras de arte de reconocidos artistas hondureños.

## Servicios para la comunidad
Al ser un espacio de vinculación entre la universidad y la sociedad, el CAC-UNAH brinda diferentes servicios a la comunidad. Además de la exposición de las colecciones artísticas universitarias y de las exhibiciones temporales, nuestro equipo se compromete con su entorno en otro tipo de proyectos que se enmarcan dentro de nuestra visión.
Por esa razón ofrecemos una programación de talleres artísticos de dos ciclos anuales, con una duración de cinco meses y un centro documental con bibliografía especializada en las artes y las ciencias sociales.

## Salas de exposición
Las 5 salas de exposición se dividen en:
- Hitos históricos de la universidad.
- Patrimonio histórico de Comayagüela.
- La obra de Arturo López Rodezno.[7]
- Colección de la UNAH
- Colección de arte prehispánico de la UNAH.

El CAC también tiene dos salas y un vestíbulo para realizar exposiciones variables de distintas temáticas. También hay murales del pintor Arturo López Rodezno en las paredes del antiguo hotel, restaurado por el experto Rolando Cavalier.